# جاوید جعفری
جاوید جعفری (به انگلیسی: Javed Jaffrey) (زاده ۴ دسامبر ۱۹۶۳) بازیگر، رقصنده، کمدین معروف هندی است. او به عنوان یکی از مطرح‌ترین و صاحب سبک ترین کمدین های هندی شناخته می شود.
از فیلم‌های معروف او می‌توان به بازی در مجموع فیلم های شادکامی اشاره کرد.

## فیلم‌شناسی
فهرست برخی از فیلم‌هایی که جاوید جعفری در آنها به ایفای نقش پرداخته‌است:
- مسابقه زندگی
- رنگ شادی
- من دیوانه عشق هستم
- عشق لعنتی
- بوم
- سینگ شاه است
- تصویر ۸×۱۰
- زنده‌باد جوانی
- جان من تو بگو
- بی‌شرم
- جنگ من
- پرندگان شاد
- سلام عزیزم
- گنگ
- شادکامی مطلق
- شادکامی دو برابر
- عشقت را به من بده
- زوج اجباری
- وحشت
- سوریاوانشی
- فرشته امان
- ماسکا
- باربر درجه ۱
- بنگ بنگ
- پلیس ارواح
- شجاعت
- جادوگر